# Nusajaya
Nusajaya is een bestuurslaag in het regentschap Tangerang van de provincie Banten, Indonesië. Nusajaya telt 13.932 inwoners (volkstelling 2010).